# Scopula roseata
Scopula roseata là một loài bướm đêm trong họ Geometridae.